# Zhivka Klinkova
Zhivka Klinkova (født 30. juli 1924 i Samokov - død 23. december 2002 i Sofia, Bulgarien) var en bulgarsk komponist, pianist og dirigent.
Klinkova studerede komposition og klaver på Musikkonservatoriet i Sofia hos Parashkev Hadjiev og Dimitar Nenov med endt eksamen i (1951). Hun studerede komposition videre i Berlin på Berliner Hochschule für Musik hos bl.a. Boris Blacher. Hun har skrevet 2 symfonier, orkesterværker, koncertmusik, operaer, kammermusik, balletmusik, sonater etc. klinkova var dirigent for Kutev Folkloric Philharmonica fra (1951-1960).

## Udvalgte værker
- Symfoni nr. 1 (19?) - for orkester
- Symfoni nr. 2 (1974) - for orkester
- Sinfonietta (1960) - for orkester
- Violinkoncert (1964) - for violin og orkester